# Língua moloko
Moloko (Məlokwo) é uma língua  Afro-asiáticas falada no norte de Camarões
O relacionado e altamente ameaçado  'Baka'  é um dialeto Moloko ou uma linguagem bem próxima. relacionada.

## Falantes
Os (8.500 falantes de Melokwo tradicionalmente habitam o maciço Moloko, um inselbergue isolado na planície, a leste das Montanhas Mandara, entre os rios Mayo-Mangafé e o Mayo-Ranéo. Vivem na aldeia de Mokyo e nas áreas circundantes do cantão de Makalingay, distrito de Tokombéré, departamentos de Mayo-Savat.